# Joseph Weizenbaum
Joseph Weizenbaum (né à Berlin le 8 janvier 1923 et mort à Berlin le 5 mars 2008) est un informaticien germano-américain. Il termine sa carrière comme professeur émérite d'informatique au MIT.

## Biographie
Né à Berlin de parents juifs, il fuit l'Allemagne nazie en 1936, et émigre avec sa famille aux États-Unis. Il y étudie les mathématiques à partir de 1941, mais ses études sont interrompues par la guerre, pendant laquelle il est engagé dans les rangs des militaires. Aux alentours de 1950, il travaille sur les calculateurs analogiques, et aide à la création d'un ordinateur électronique pour l'université de Wayne State. En 1955, il travaille pour General Electric sur le premier ordinateur utilisé pour des activités bancaires.
En 1963, il entre au MIT. Il publie trois ans plus tard un célèbre programme informatique connu sous le nom d'« ELIZA », un agent conversationnel qui simule une conversation avec un psychothérapeute rogérien.
Il tourne ensuite son attention vers l'impact de la science et de la technologie (en particulier des ordinateurs) sur la société.

## Travaux
- "ELIZA - A Computer Program for the Study of Natural Language Communication between Man and Machine", Communications of the Association for Computing Machinery 9 (1966): 36-45.
- Computer Power and Human Reason: From Judgment To Calculation, San Francisco: W. H. Freeman, 1976,  (ISBN 0-7167-0464-1).
- Puissance de l'Ordinateur et Raison de l'Homme - du Jugement au Calcul, traduction de l'ouvrage américain Computer Power and Human Reason par Marie-Thérèse Margulici, Éditions d'Informatique, 1981.  (ISBN 2-901001-14-9).